# Stephenie McMillan
Stephenie Lesley McMillan (Ilford, 20 de julho de 1942 — Norfolk, 19 de agosto de 2013) foi uma internacionalmente conhecida decoradora de cenários. Nascida em Ilford, Essex, Inglaterra, mais conhecida pelo seu trabalho em todos os filmes de Harry Potter.
Ela recebeu quatro indicações ao Óscar pelo primeiro, quarto, sétimo e oitavo, bem como três BAFTAs, pelo quinto, sexto e oitavo e um Critics' Choice Award pelo oitavo, na série. Entre 1984 e 2012 ela trabalhou como decoradora de cenários em 28 filmes, 16 com o Diretor de Arte Stuart Craig. Seus filmes incluem: Um Peixe Chamado Wanda (1998), Shadowlands (1993), O Paciente Inglês (1996), pelo qual ganhou um Óscar, Chocolate (2000) e o todos os oito filmes da série Harry Potter. Seu último filme foi Gambit (2012).
McMillan se destacou ao lidar com decoração de grandes cenários. Em uma entrevista em fevereiro de 2011, ela disse: "Eu tenho sido muito sortuda em ter a oportunidade de vestir esses brilhantes e grandiosos cenários (para a série Harry Potter) com tempo e dinheiro suficiente para fazê-lo corretamente, então eu sinto que realmente não tenho desculpa para não fazê-lo direito. Ter um cenário correto para o diretor e que faz os atores se sentirem confortáveis, é para o que eu realmente me esforço."
Thomas Wlsh, um ex-presidente do Art Directors Guild, disse para o Los Angeles Times: "Um olho para os menores detalhes — e uma compreensão de como eles balançam a linha da história — O trabalho a parte define seu corpo." McMillan comparou ganhar seu Óscar "A ser elevado à nobreza". Ela faleceu em sua casa em Norfolk, Inglaterra, no dia 19 de agosto de 2013 por complicações de um câncer no ovário, com 71 anos.